# Мукарівська волость
Мукарівська волость — історична адміністративно-територіальна одиниця Ушицького повіту Подільської губернії з центром у селі  Підлісний Мукарів.

## Склад волості
Станом на 1885 рік складалася з 14 поселень, 14 сільських громад. Населення — 10 308 осіб (5 162 чоловічої статі та 5 146 — жіночої), 1823 дворових господарства.
|                     | Площа, десятин | У тому числі орної, десятин |
| ------------------- | -------------- | --------------------------- |
| Сільських громад    | 10461          | 7482                        |
| Приватної власності | 1523           | 848                         |
| Казенної власності  | —              | —                           |
| Іншої власності     | 448            | 305                         |
| Загалом             | 12432          | 8635                        |

Основні поселення волості:
- Підлісний Мукарів — колишнє власницьке село за 30 верст від повітового міста, 1563 осіб, 263 дворових господарств, волосне правління, православна церква, костел, школа, заїжджий будинок, 2 водяні млини.
- Варварівка — колишнє власницьке село, 530 осіб, 85 дворових господарств, заїжджий будинок.
- Велика Кужелова — колишнє власницьке село при річці Ушиця, 948 осіб, 173 дворових господарств, православна церква, заїжджий будинок.
- Вихрівка — колишнє власницьке село при річці Студениці, 904 осіб, 175 дворових господарств, православна церква, заїжджий будинок, водяний млин.
- Ганнівка — колишнє власницьке село при річці Тернава, 516 осіб, 107 дворових господарств, заїжджий будинок.
- Гута-Морозівська — колишнє власницьке село, 460 осіб, 75 дворових господарств, заїжджий будинок.
- Дем’янківці — колишнє власницьке село при річці Студениця, 635 особи, 119 дворових господарств, православна церква, заїжджий будинок, 2 водяні млини.
- Мала Кужелівка — колишнє власницьке село при річці Ушка, 549 осіб, 82 дворових господарств, православна церква, заїжджий будинок.
- Міцівці — колишнє власницьке село при річці Студениця, 1153 осіб, 219 дворових господарств, православна церква, школа, заїжджий будинок, 2 водяні млини.
- Пільний Мукарів — колишнє власницьке село при річці Студениця, 1121 осіб, 151 дворових господарств, православна церква, школа, заїжджий будинок, водяний млин.
- Синяківці — колишнє власницьке село при річці Синявка (Джурджова), 520 осіб, 78 дворових господарства, православна капличка, заїжджий будинок, водяний млин.
- Сприсівка — колишнє власницьке село, 774 особи, 141 дворових господарств, православна церква, заїжджий будинок.
- Татариськи — колишнє власницьке село при річці Студениця, 840 осіб, 145 дворових господарства, православна церква, школа, заїжджий будинок, 2 водяних млини.
- Ярова Слобідка — колишнє власницьке село при річці Ушка, 206 осіб, 38 дворових господарств, водяний млин.

## Чисельність населення на 1905 рік
Станом на 1905 рік населення Мукарівської волості складало 13 339 осіб, тут нараховувалося 2508 дворових господарств.
Людність поселень волості на 1905 рік:
- Підлісний Мукарів — 2202 особи.
- Варварівка — 627 осіб.
- Велика Кужелова — 1123 особи.
- Вихрівка — 1346 осіб.
- Ганнівка — 683 особи.
- Гута-Морозівська — 539 осіб.
- Дем’янківці — 845 осіб.
- Мала Кужелівка — 638 осіб.
- Міцівці — 2072 особи.
- Пільний Мукарів — 1142 особи.
- Синяківці — 608 осіб.
- Сприсівка — 978 осіб.
- Татариськи — 1417 осіб.
- Ярова Слобідка — 239 осіб.

## Зміни меж волості
На початку ХХ століття село Велика Кужелова ввійшла до складу Миньковецької волості Ушицького повіту Подільської губернії.

## Ліквідація волості
Друга сесія ВУЦВК VII скликання, яка відбувалася 12 квітня 1923 р., своєю постановою «Про новий адміністративно-територіальний поділ України» скасувала волості і повіти, замінивши їх районами. Таким чином була ліквідована Мукарівська волость, а її територія ввійшла до складу Солобковецького району (села Варварівка, Міцівці, Пільний Мукарів, Підлісний Мукарів, Сприсівка, Татариськи), Дунаєвецького району (села Вихрівка, Ганнівка, Дем'янківці) та Миньковецького району (села Велика Кужелова, Гута-Морозівська, Мала Кужелівка, Синяківці, Ярова Слобідка).
Після укрупнення районів 1959 року всі села колишньої Мукарівської волості ввійшли до складу Дунаєвецького району.